# Video over LTE
ViLTE, аббревиатура от англ. «Video over LTE» (на русском «Видео по LTE»), представляет собой видеосервис для общения (то есть от человека к человеку), основанный на базовой сети Мультимедийной подсистемы IP (IMS), такой как VoLTE. ViLTE может улучшить качество видеозвонка, а VoLTE — только качество обычного аудиозвонка. ViLTE имеет специальные профили для управления и настройки видеосервиса и использует LTE в качестве среды радиодоступа. Услуга в целом регулируется Ассоциацией GSM в PRD IR.94.

## Механизм
ViLTE использует тот же протокол плоскости управления, что и «Голос по LTE» (VoLTE), а именно Протокол инициации сеанса (SIP). Основная сеть IMS вместе с соответствующим Сервером приложений (AS) выполняет управление вызовами. ViLTE использует кодек H.264 для кодирования и декодирования видеопотока. Кодек H.264 обеспечивает превосходное качество по сравнению с кодеком 3G-324M с низкой скоростью передачи данных, который используется в разговорных видеозвонках 3G.
Крайне важно, чтобы видеовызовы ViLTE распределялись с соответствующим качеством обслуживания (QoS), чтобы различать и определять приоритеты этого чувствительного к задержке и дрожанию разговорного трафика от другого потокового видеотрафика, который не так чувствителен к задержке или дрожанию. Используемый механизм называется Идентификатором класса QoS (QCI). Транспортному трафику ViLTE обычно назначается QCI=2, а сигнализация IMS — на основе SIP QCI=5.

## Устройства
По состоянию на февраль 2019 года Глобальная ассоциация поставщиков мобильной связи идентифицировала 257 устройств, практически все из которых являются телефонами, поддерживающими технологию ViLTE. К августу продолжающийся импульс привёл к тому, что количество идентифицированных устройств увеличилось до 390.
Многие крупнейшие мировые поставщики мобильных телефонов теперь предлагают на рынке устройства с поддержкой ViLTE. По состоянию на август 2019 года устройства ViLTE предлагались 46 поставщиками/брендами, включая Askey, BBK Electronics, Blackberry, Casper, Celkon, CENTRIC, Comio, Foxconn, General Mobile, GiONEE, HMD, HTC, Huaquin Telecom Technology, Huawei, Infinix, Infocus., Intex, Itel, Karbonn, Kult, Lanix, Lava, Lenovo, LG, LYF (Reliance Digital), Micromax, Mobiistar, Motorola, Panasonic, Reach, Samsung, Sonim, Sony Mobile, Spice Devices, Swipe Technologies, TCL, Tecno, Vestel, Xiaomi, YU (Micromax), Yulong Computer, Ziox и ZTE. Айфоны (iPhone) не поддерживают ViLTE.